# Взятие Пернау (1609)
Взятие Пернау — одно из сражений польско-шведской войны 1600—1611 годов, произошедшее 28 февраля — 2 марта 1609 года.

## Предыстория
В 1608 году шведские войска под командованием Иоахима Мансфельда вновь вторглись в Ливонию и захватили Дюнамюнде, Феллин и Кокенгаузен. Успехи были настолько ошеломляющими, что король Карл IX стал думать не только о взятии Риги, но и о перенесении войны на территорию Великого княжества Литовского.
В сентябре 1608 года в Прибалтику вернулся Ян Кароль Ходкевич. Благодаря своей огромной энергии, он собрал 18 конных хоругвей (2019 человек) и начал совершать набеги на шведов. У польско-литовской стороны традиционно не было денег, но Сейм пообещал устроить дополнительный сбор на военные нужды, и солдаты Ходкевича согласились подождать до 19 апреля 1609 года. Вскоре Ходкевич получил частную помощь со стороны литовских магнатов. Сначала его базой были Биржи, но потом он перебрался в Салис.

## Ход боевых действий
Войска Ходкевича, совершив шестидневный переход по лесам и бездорожью, 28 февраля тайно вышли к Пернау. Чтобы не насторожить шведов, Ходкевич запретил разводить огонь и приказал соблюдать тишину, голодные и замёрзшие солдаты страдали на морозном ветру.
В полночь Ходкевич атаковал город. Сориентировавшиеся шведы выслали подкрепление, и завязалась рукопашная схватка, но литовские войска постепенно продвигались к замку, и в итоге подожгли его. Не видя возможности сопротивляться далее, 2 марта шведы капитулировали.

## Итоги и последствия
Шведская сторона потеряла 100 человек убитыми и 300 — ранеными, литовцы потеряли 45 человек. 155 шотландцев, служивших шведам, перешли на литовскую сторону. Трофеями Ходкевича стали 104 орудия и многочисленные лодки и суда. Оставив в качестве гарнизона 200 человек, Ходкевич отправился к Риге.